# Puchar Świata w łyżwiarstwie szybkim 2016/2017
Puchar Świata w łyżwiarstwie szybkim 2016/2017 był 32. edycją tej imprezy. Cykl rozpoczął się w chińskim Harbinie 11 listopada 2016 roku, a zakończył się 12 marca 2017 roku w norweskim Stavanger (pierwotnie zawody miały się odbyć w Czelabińsku).
Puchar Świata rozegrany został w 6 miastach i w 6 krajach, na 2 kontynentach.
W klasyfikacji generalnej u mężczyzn zwyciężył reprezentant Holandii Kjeld Nuis, natomiast u pań zwyciężyła Amerykanka Heather Richardson-Bergsma.

## Medaliści zawodów

### Kobiety
| Lp.   | Data                  | Miejscowość                                                    | Konkurencja                                                    | 1. miejsce                                                                       | 2. miejsce                                                                              | 3. miejsce                                                                                 |                                                                |
| ----- | --------------------- | -------------------------------------------------------------- | -------------------------------------------------------------- | -------------------------------------------------------------------------------- | --------------------------------------------------------------------------------------- | ------------------------------------------------------------------------------------------ | -------------------------------------------------------------- |
| 1. PŚ | 11–13 listopada 2016  | Harbin                                                         | 500 m (11.11)                                                  | Nao Kodaira                                                                      | Maki Tsuji                                                                              | Yu Jing                                                                                    |                                                                |
| 1. PŚ | 11–13 listopada 2016  | Harbin                                                         | 3000 m (11.11)                                                 | Martina Sáblíková                                                                | Marije Joling                                                                           | Ivanie Blondin                                                                             |                                                                |
| 1. PŚ | 11–13 listopada 2016  | Harbin                                                         | 1000 m (12.11)                                                 | Heather Bergsma                                                                  | Marrit Leenstra                                                                         | Nao Kodaira                                                                                |                                                                |
| 1. PŚ | 11–13 listopada 2016  | Harbin                                                         | Bieg drużynowy (12.11)                                         | Holandia Antoinette de Jong · Marrit Leenstra · Ireen Wüst                       | Rosja Olga Graf · Jelizawieta Kazielina · Natalja Woronina                              | Korea Południowa Kim Bo-reum · No Seon-yeong · Park Ji-woo                                 |                                                                |
| 1. PŚ | 11–13 listopada 2016  | Harbin                                                         | 1500 m (13.11)                                                 | Heather Bergsma                                                                  | Marrit Leenstra                                                                         | Ireen Wüst                                                                                 |                                                                |
| 1. PŚ | 11–13 listopada 2016  | Harbin                                                         | 500 m (13.11)                                                  | Nao Kodaira                                                                      | Lee Sang-hwa                                                                            | Maki Tsuji                                                                                 |                                                                |
| 1. PŚ | 11–13 listopada 2016  | Harbin                                                         | Start masowy (13.11)                                           | Ivanie Blondin                                                                   | Francesca Lollobrigida                                                                  | Kim Bo-reum                                                                                |                                                                |
| 2. PŚ | 18–20 listopada 2016  | Nagano                                                         | 3000 m (18.11)                                                 | Martina Sáblíková                                                                | Antoinette de Jong                                                                      | Anna Jurakowa                                                                              |                                                                |
| 2. PŚ | 18–20 listopada 2016  | Nagano                                                         | 1000 m (19.11)                                                 | Heather Bergsma                                                                  | Nao Kodaira                                                                             | Miho Takagi                                                                                |                                                                |
| 2. PŚ | 18–20 listopada 2016  | Nagano                                                         | Bieg drużynowy (19.11)                                         | Holandia Antoinette de Jong · Marrit Leenstra · Marije Joling · Ireen Wüst       | Japonia Miho Takagi · Nana Takagi · Ayano Satō · Misaki Oshigiri                        | Rosja Olga Graf · Jelizawieta Kazielina · Jekatierina Szychowa · Natalja Woronina          |                                                                |
| 2. PŚ | 18–20 listopada 2016  | Nagano                                                         | Sprint drużynowy (19.11)                                       | Japonia Erina Kamiya · Arisa Go · Maki Tsuji · Saori Toi                         | Rosja Nadieżda Asiejewa · Olga Fatkulina · Jekatierina Szychowa · Jekatierina Łobyszewa | Holandia Floor van den Brandt · Bo van der Werff · Sanneke de Neeling                      |                                                                |
| 2. PŚ | 18–20 listopada 2016  | Nagano                                                         | 500 m (20.11)                                                  | Nao Kodaira                                                                      | Lee Sang-hwa                                                                            | Yu Jing                                                                                    |                                                                |
| 2. PŚ | 18–20 listopada 2016  | Nagano                                                         | 1500 m (20.11)                                                 | Heather Bergsma                                                                  | Ireen Wüst                                                                              | Marrit Leenstra                                                                            |                                                                |
| 2. PŚ | 18–20 listopada 2016  | Nagano                                                         | Start masowy (20.11)                                           | Kim Bo-reum                                                                      | Ivanie Blondin                                                                          | Francesca Lollobrigida                                                                     |                                                                |
| 3. PŚ | 2–4 grudnia 2016      | Astana                                                         | 3000 m (2.12)                                                  | Martina Sáblíková                                                                | Miho Takagi                                                                             | Antoinette de Jong                                                                         |                                                                |
| 3. PŚ | 2–4 grudnia 2016      | Astana                                                         | 500 m (2.12)                                                   | Yu Jing                                                                          | Zhang Hong                                                                              | Lee Sang-hwa                                                                               |                                                                |
| 3. PŚ | 2–4 grudnia 2016      | Astana                                                         | 1000 m (3.12)                                                  | Miho Takagi                                                                      | Jorien ter Mors                                                                         | Marrit Leenstra                                                                            |                                                                |
| 3. PŚ | 2–4 grudnia 2016      | Astana                                                         | Bieg drużynowy (3.12)                                          | Japonia Miho Takagi · Nana Takagi · Ayano Satō · Misaki Oshigiri                 | Holandia Antoinette de Jong · Marrit Leenstra · Linda de Vries                          | Rosja Olga Graf · Jelizawieta Kazielina · Jekatierina Szychowa · Natalja Woronina          |                                                                |
| 3. PŚ | 2–4 grudnia 2016      | Astana                                                         | 500 m (4.12)                                                   | Yu Jing                                                                          | Maki Tsuji                                                                              | Erina Kamiya                                                                               |                                                                |
| 3. PŚ | 2–4 grudnia 2016      | Astana                                                         | 1500 m (4.12)                                                  | Miho Takagi                                                                      | Marrit Leenstra                                                                         | Jorien ter Mors                                                                            |                                                                |
| 3. PŚ | 2–4 grudnia 2016      | Astana                                                         | Start masowy (4.12)                                            | Ivanie Blondin                                                                   | Nana Takagi                                                                             | Kim Bo-reum                                                                                |                                                                |
| 4. PŚ | 9–11 grudnia 2016     | Heerenveen                                                     | 500 m (9.12)                                                   | Nao Kodaira                                                                      | Yu Jing                                                                                 | Maki Tsuji                                                                                 |                                                                |
| 4. PŚ | 9–11 grudnia 2016     | Heerenveen                                                     | Bieg drużynowy (9.12)                                          | Japonia Miho Takagi · Nana Takagi · Ayano Satō                                   | Niemcy Gabriele Hirschbichler · Roxane Dufter · Isabell Ost                             | Polska Katarzyna Woźniak · Natalia Czerwonka · Katarzyna Bachleda-Curuś · Luiza Złotkowska |                                                                |
| 4. PŚ | 9–11 grudnia 2016     | Heerenveen                                                     | 1500 m (10.12)                                                 | Ireen Wüst                                                                       | Heather Bergsma                                                                         | Miho Takagi                                                                                |                                                                |
| 4. PŚ | 9–11 grudnia 2016     | Heerenveen                                                     | Sprint drużynowy (10.12)                                       | Japonia Arisa Go · Maki Tsuji · Nao Kodaira                                      | Rosja Nadieżda Asiejewa · Angelina Golikowa · Olga Fatkulina                            | Holandia Bo van der Werff · Anice Das · Sanneke de Neeling · Floor van den Brandt          |                                                                |
| 4. PŚ | 9–11 grudnia 2016     | Heerenveen                                                     | Start masowy (10.12)                                           | Kim Bo-reum                                                                      | Irene Schouten                                                                          | Francesca Lollobrigida                                                                     |                                                                |
| 4. PŚ | 9–11 grudnia 2016     | Heerenveen                                                     | 5000 m (11.12)                                                 | Martina Sáblíková                                                                | Claudia Pechstein                                                                       | Melissa Wijfje                                                                             |                                                                |
| 4. PŚ | 9–11 grudnia 2016     | Heerenveen                                                     | 1000 m (11.12)                                                 | Heather Bergsma                                                                  | Marrit Leenstra                                                                         | Brittany Bowe                                                                              |                                                                |
|       | 6–8 stycznia 2017     | 114. Mistrzostwa Europy w wielobojach 2017 – Heerenveen        | 114. Mistrzostwa Europy w wielobojach 2017 – Heerenveen        | 114. Mistrzostwa Europy w wielobojach 2017 – Heerenveen                          | 114. Mistrzostwa Europy w wielobojach 2017 – Heerenveen                                 | 114. Mistrzostwa Europy w wielobojach 2017 – Heerenveen                                    | 114. Mistrzostwa Europy w wielobojach 2017 – Heerenveen        |
| 5. PŚ | 27 – 29 stycznia 2017 | Berlin                                                         | 500 m (27.01)                                                  | Nao Kodaira                                                                      | Karolína Erbanová                                                                       | Olga Fatkulina                                                                             |                                                                |
| 5. PŚ | 27 – 29 stycznia 2017 | Berlin                                                         | 1000 m (27.01)                                                 | Heather Bergsma                                                                  | Nao Kodaira                                                                             | Jorien ter Mors                                                                            |                                                                |
| 5. PŚ | 27 – 29 stycznia 2017 | Berlin                                                         | 500 m (28.01)                                                  | Nao Kodaira                                                                      | Karolína Erbanová                                                                       | Heather Bergsma                                                                            |                                                                |
| 5. PŚ | 27 – 29 stycznia 2017 | Berlin                                                         | 1500 m (28.01)                                                 | Ireen Wüst                                                                       | Marrit Leenstra                                                                         | Martina Sáblíková                                                                          |                                                                |
| 5. PŚ | 27 – 29 stycznia 2017 | Berlin                                                         | 1000 m (29.01)                                                 | Heather Bergsma                                                                  | Marrit Leenstra                                                                         | Karolína Erbanová                                                                          |                                                                |
| 5. PŚ | 27 – 29 stycznia 2017 | Berlin                                                         | 3000 m (29.01)                                                 | Ireen Wüst                                                                       | Martina Sáblíková                                                                       | Anna Jurakowa                                                                              |                                                                |
|       | 9–12 lutego 2017      | 18. Mistrzostwa świata na dystansach 2017 – Gangneung          | 18. Mistrzostwa świata na dystansach 2017 – Gangneung          | 18. Mistrzostwa świata na dystansach 2017 – Gangneung                            | 18. Mistrzostwa świata na dystansach 2017 – Gangneung                                   | 18. Mistrzostwa świata na dystansach 2017 – Gangneung                                      | 18. Mistrzostwa świata na dystansach 2017 – Gangneung          |
|       | 25–26 lutego 2017     | 48. Mistrzostwa świata w wieloboju sprinterskim 2017 – Calgary | 48. Mistrzostwa świata w wieloboju sprinterskim 2017 – Calgary | 48. Mistrzostwa świata w wieloboju sprinterskim 2017 – Calgary                   | 48. Mistrzostwa świata w wieloboju sprinterskim 2017 – Calgary                          | 48. Mistrzostwa świata w wieloboju sprinterskim 2017 – Calgary                             | 48. Mistrzostwa świata w wieloboju sprinterskim 2017 – Calgary |
|       | 4–5 marca 2017        | 111. Mistrzostwa świata w wieloboju 2017 – Hamar               | 111. Mistrzostwa świata w wieloboju 2017 – Hamar               | 111. Mistrzostwa świata w wieloboju 2017 – Hamar                                 | 111. Mistrzostwa świata w wieloboju 2017 – Hamar                                        | 111. Mistrzostwa świata w wieloboju 2017 – Hamar                                           | 111. Mistrzostwa świata w wieloboju 2017 – Hamar               |
| 6. PŚ | 11–12 marca 2017      | Stavanger                                                      | 500 m (11.03)                                                  | Nao Kodaira                                                                      | Karolína Erbanová                                                                       | Heather Bergsma                                                                            |                                                                |
| 6. PŚ | 11–12 marca 2017      | Stavanger                                                      | Bieg drużynowy (11.03)                                         | Japonia Misaki Oshigiri · Miho Takagi · Nana Takagi · Ayano Satō                 | Holandia Melissa Wijfje · Marije Joling · Annouk van der Weijden · Antoinette de Jong   | Rosja Olga Graf · Jelizawieta Kazielina · Natalja Woronina · Jekatierina Szychowa          |                                                                |
| 6. PŚ | 11–12 marca 2017      | Stavanger                                                      | 1000 m (11.03)                                                 | Heather Bergsma                                                                  | Nao Kodaira                                                                             | Karolína Erbanová                                                                          |                                                                |
| 6. PŚ | 11–12 marca 2017      | Stavanger                                                      | 3000 m (11.03)                                                 | Martina Sáblíková                                                                | Antoinette de Jong                                                                      | Melissa Wijfje                                                                             |                                                                |
| 6. PŚ | 11–12 marca 2017      | Stavanger                                                      | 500 m (12.03)                                                  | Nao Kodaira                                                                      | Karolína Erbanová                                                                       | Erina Kamiya                                                                               |                                                                |
| 6. PŚ | 11–12 marca 2017      | Stavanger                                                      | 1500 m (12.03)                                                 | Heather Bergsma                                                                  | Miho Takagi                                                                             | Martina Sáblíková                                                                          |                                                                |
| 6. PŚ | 11–12 marca 2017      | Stavanger                                                      | Sprint drużynowy (11.03)                                       | Holandia Floor van den Brandt · Anice Das · Marrit Leenstra · Sanneke de Neeling | Japonia Erina Kamiya · Arisa Go · Maki Tsuji · Ayano Satō                               | Norwegia Martine Ripsrud · Hege Bøkko · Ida Njåtun · Sofie Karoline Haugen                 |                                                                |
| 6. PŚ | 11–12 marca 2017      | Stavanger                                                      | Start masowy (12.03)                                           | Irene Schouten                                                                   | Kim Bo-reum                                                                             | Francesca Lollobrigida                                                                     |                                                                |

#### Klasyfikacje
| Lp. | Zawodniczka        | Punkty |
| --- | ------------------ | ------ |
| 1.  | Heather Bergsma    | 1217   |
| 2.  | Miho Takagi        | 960    |
| 3.  | Martina Sáblíková  | 864    |
| 4.  | Nao Kodaira        | 860    |
| 5.  | Marrit Leenstra    | 760    |
| 6.  | Ireen Wüst         | 600    |
| 7.  | Kim Bo-reum        | 460    |
| 8.  | Antoinette de Jong | 420    |
| 8.  | Ivanie Blondin     | 410    |
| 10. | Anna Jurakowa      | 360    |

| Lp. | Zawodniczka       | Punkty |
| --- | ----------------- | ------ |
| 1.  | Nao Kodaira       | 900    |
| 2.  | Maki Tsuji        | 585    |
| 3.  | Erina Kamiya      | 527    |
| 4.  | Marsha Hudey      | 477    |
| 5.  | Karolína Erbanová | 471    |
| 6.  | Yu Jing           | 452    |
| 7.  | Heather Bergsma   | 428    |
| 8.  | Olga Fatkulina    | 386    |
| 9.  | Arisa Go          | 364    |
| 10. | Lee Sang-hwa      | 307    |

| Lp. | Zawodniczka          | Punkty |
| --- | -------------------- | ------ |
| 1.  | Heather Bergsma      | 650    |
| 2.  | Miho Takagi          | 476    |
| 3.  | Marrit Leenstra      | 451    |
| 4.  | Nao Kodaira          | 395    |
| 5.  | Karolína Erbanová    | 262    |
| 6.  | Hege Bøkko           | 257    |
| 7.  | Olga Fatkulina       | 237    |
| 8.  | Jekatierina Szychowa | 181    |
| 9.  | Zhang Hong           | 153    |
| 10. | Jorien ter Mors      | 150    |

| Lp. | Zawodniczka          | Punkty |
| --- | -------------------- | ------ |
| 1.  | Heather Bergsma      | 480    |
| 2.  | Marrit Leenstra      | 460    |
| 3.  | Miho Takagi          | 430    |
| 4.  | Ireen Wüst           | 350    |
| 5.  | Martina Sáblíková    | 279    |
| 6.  | Olga Graf            | 260    |
| 7.  | Antoinette de Jong   | 235    |
| 8.  | Melissa Wijfje       | 217    |
| 9.  | Misaki Oshigiri      | 260    |
| 10. | Jekatierina Szychowa | 176    |

| Lp. | Zawodniczka        | Punkty |
| --- | ------------------ | ------ |
| 1.  | Martina Sáblíková  | 630    |
| 2.  | Anna Jurakowa      | 395    |
| 3.  | Antoinette de Jong | 360    |
| 4.  | Melissa Wijfje     | 324    |
| 5.  | Claudia Pechstein  | 279    |
| 6.  | Marije Joling      | 269    |
| 7.  | Bente Kraus        | 226    |
| 8.  | Ivanie Blondin     | 221    |
| 9.  | Ireen Wüst         | 190    |
| 10. | Olga Graf          | 161    |

| Lp. | Zawodniczka            | Punkty |
| --- | ---------------------- | ------ |
| 1.  | Kim Bo-reum            | 460    |
| 2.  | Francesca Lollobrigida | 364    |
| 3.  | Ivanie Blondin         | 344    |
| 4.  | Irene Schouten         | 251    |
| 5.  | Mia Manganello         | 198    |
| 6.  | Li Dan                 | 170    |
| 7.  | Nana Takagi            | 156    |
| 8.  | Claudia Pechstein      | 154    |
| 9.  | Annouk van der Weijden | 150    |
| 10. | Miho Takagi            | 139    |

| Lp. | Reprezentacja     | Punkty |
| --- | ----------------- | ------ |
| 1.  | Japonia           | 430    |
| 2.  | Holandia          | 430    |
| 3.  | Rosja             | 384    |
| 4.  | Niemcy            | 340    |
| 5.  | Polska            | 225    |
| 6.  | Korea Południowa  | 205    |
| 7.  | Chiny             | 150    |
| 8.  | Stany Zjednoczone | 115    |
| 9.  | Czechy            | 80     |
| 10. | Kanada            | 50     |

| Lp. | Reprezentacja | Punkty |
| --- | ------------- | ------ |
| 1.  | Japonia       | 320    |
| 2.  | Rosja         | 290    |
| 3.  | Holandia      | 160    |
| 4.  | Norwegia      | 104    |
| 5.  | Chiny         | 60     |
| 6.  | Kanada        | 60     |
| 7.  |               |        |
| 8.  |               |        |
| 9.  |               |        |
| 10. |               |        |

### Mężczyźni
| Lp.   | Data                  | Miejscowość                                                    | Konkurencja                                                    | 1. miejsce                                                                                             | 2. miejsce                                                                                             | 3. miejsce                                                                  |                                                                |
| ----- | --------------------- | -------------------------------------------------------------- | -------------------------------------------------------------- | --- | --- | --------------------------------------------------------------------------- | -------------------------------------------------------------- |
| 1. PŚ | 11–13 listopada 2016  | Harbin                                                         | 5000 m (11.11)                                                 | Sven Kramer                                                                                            | Jorrit Bergsma                                                                                         | Erik Jan Kooiman                                                            |                                                                |
| 1. PŚ | 11–13 listopada 2016  | Harbin                                                         | 500 m (12.11)                                                  | Roman Kriecz                                                                                           | Pawieł Kuliżnikow                                                                                      | Kai Verbij                                                                  |                                                                |
| 1. PŚ | 11–13 listopada 2016  | Harbin                                                         | 1000 m (12.11)                                                 | Kjeld Nuis                                                                                             | Mika Poutala                                                                                           | Pawieł Kuliżnikow                                                           |                                                                |
| 1. PŚ | 11–13 listopada 2016  | Harbin                                                         | Bieg drużynowy (12.11)                                         | Holandia Sven Kramer · Douwe de Vries · Jorrit Bergsma                                                 | Norwegia Sverre Lunde Pedersen · Simen Spieler Nilsen · Sindre Henriksen                               | Korea Południowa Joo Hyong-jun · Kim Min-seok · Lee Seung-hoon              |                                                                |
| 1. PŚ | 11–13 listopada 2016  | Harbin                                                         | Start masowy (12.11)                                           | Peter Michael                                                                                          | Ryōsuke Tsuchiya                                                                                       | Jordan Belchos                                                              |                                                                |
| 1. PŚ | 11–13 listopada 2016  | Harbin                                                         | 500 m (13.11)                                                  | Pawieł Kuliżnikow                                                                                      | Gao Tingyu                                                                                             | Kim Tae-yun                                                                 |                                                                |
| 1. PŚ | 11–13 listopada 2016  | Harbin                                                         | 1500 m (13.11)                                                 | Sven Kramer                                                                                            | Dienis Juskow                                                                                          | Bart Swings                                                                 |                                                                |
| 2. PŚ | 18–20 listopada 2016  | Nagano                                                         | 5000 m (18.11)                                                 | Sven Kramer                                                                                            | Jorrit Bergsma                                                                                         | Douwe de Vries                                                              |                                                                |
| 2. PŚ | 18–20 listopada 2016  | Nagano                                                         | 1000 m (19.11)                                                 | Kjeld Nuis                                                                                             | Kai Verbij                                                                                             | Pawieł Kuliżnikow                                                           |                                                                |
| 2. PŚ | 18–20 listopada 2016  | Nagano                                                         | Bieg drużynowy (19.11)                                         | Holandia Sven Kramer · Douwe de Vries · Patrick Roest · Jorrit Bergsma                                 | Korea Południowa Joo Hyong-jun · Kim Min-seok · Lee Seung-hoon                                         | Nowa Zelandia Reyon Kay · Shane Dobbin · Peter Michael                      |                                                                |
| 2. PŚ | 18–20 listopada 2016  | Nagano                                                         | Sprint drużynowy (19.11)                                       | Kanada Laurent Dubreuil · Christopher Fiola · Vincent De Haître · Alexandre St-Jean                    | Niemcy Denny Ihle · Nico Ihle · Joel Dufter                                                            | Japonia Tsubasa Hasegawa · Shunsuke Nakamura · Yuto Fujino · Yuma Murakami  |                                                                |
| 2. PŚ | 18–20 listopada 2016  | Nagano                                                         | 1500 m (20.11)                                                 | Joey Mantia                                                                                            | Kjeld Nuis                                                                                             | Shani Davis                                                                 |                                                                |
| 2. PŚ | 18–20 listopada 2016  | Nagano                                                         | 500 m (20.11)                                                  | Nico Ihle                                                                                              | Jan Smeekens                                                                                           | Cha Min-kyu                                                                 |                                                                |
| 2. PŚ | 18–20 listopada 2016  | Nagano                                                         | Start masowy (20.11)                                           | Jorrit Bergsma                                                                                         | KC Boutiette                                                                                           | Bart Swings                                                                 |                                                                |
| 3. PŚ | 2–4 grudnia 2016      | Astana                                                         | 5000 m (2.12)                                                  | Peter Michael                                                                                          | Patrick Beckert                                                                                        | Ted-Jan Bloemen                                                             |                                                                |
| 3. PŚ | 2–4 grudnia 2016      | Astana                                                         | 500 m (3.12)                                                   | Dai Dai Ntab                                                                                           | Rusłan Muraszow                                                                                        | Pawieł Kuliżnikow                                                           |                                                                |
| 3. PŚ | 2–4 grudnia 2016      | Astana                                                         | 1000 m (3.12)                                                  | Vincent De Haître                                                                                      | Pawieł Kuliżnikow                                                                                      | Takuro Oda                                                                  |                                                                |
| 3. PŚ | 2–4 grudnia 2016      | Astana                                                         | Bieg drużynowy (3.12)                                          | Japonia Shunsuke Nakamura · Ryōsuke Tsuchiya · Shane Williamson                                        | Kanada Ted-Jan Bloemen · Jordan Belchos · Denny Morrison                                               | Polska Konrad Niedźwiedzki · Jan Szymański · Zbigniew Bródka                |                                                                |
| 3. PŚ | 2–4 grudnia 2016      | Astana                                                         | 500 m (4.12)                                                   | Rusłan Muraszow                                                                                        | Pawieł Kuliżnikow                                                                                      | Artur Waś                                                                   |                                                                |
| 3. PŚ | 2–4 grudnia 2016      | Astana                                                         | 1500 m (4.12)                                                  | Dienis Juskow                                                                                          | Shota Nakamura                                                                                         | Joey Mantia                                                                 |                                                                |
| 3. PŚ | 2–4 grudnia 2016      | Astana                                                         | Start masowy (4.12)                                            | Andrea Giovannini                                                                                      | Evert Hoolwerf                                                                                         | Lee Seung-hoon                                                              |                                                                |
| 4. PŚ | 9–11 grudnia 2016     | Heerenveen                                                     | 500 m (9.12)                                                   | Rusłan Muraszow                                                                                        | Artur Waś                                                                                              | Mitchell Whitmore                                                           |                                                                |
| 4. PŚ | 9–11 grudnia 2016     | Heerenveen                                                     | Bieg drużynowy (9.12)                                          | Norwegia Sverre Lunde Pedersen · Simen Spieler Nilsen · Sindre Henriksen · Håvard Holmefjord Lorentzen | Holandia Jan Blokhuijsen · Douwe de Vries · Patrick Roest · Jorrit Bergsma                             | Włochy Andrea Giovannini · Nicola Tumolero · Michele Malfati · Luca Stefani |                                                                |
| 4. PŚ | 9–11 grudnia 2016     | Heerenveen                                                     | 1500 m (10.12)                                                 | Kjeld Nuis                                                                                             | Dienis Juskow                                                                                          | Patrick Roest                                                               |                                                                |
| 4. PŚ | 9–11 grudnia 2016     | Heerenveen                                                     | Sprint drużynowy (10.12)                                       | Stany Zjednoczone Kimani Griffin · Jonathan Garcia · Mitchell Whitmore · Brian Hansen                  | Kanada Laurent Dubreuil · Christopher Fiola · Vincent De Haître · Alex Boisvert-Lacroix                | Polska Artur Nogal · Piotr Michalski · Sebastian Kłosiński · Artur Waś      |                                                                |
| 4. PŚ | 9–11 grudnia 2016     | Heerenveen                                                     | Start masowy (10.12)                                           | Lee Seung-hoon                                                                                         | Joey Mantia                                                                                            | Evert Hoolwerf                                                              |                                                                |
| 4. PŚ | 9–11 grudnia 2016     | Heerenveen                                                     | 1000 m (11.12)                                                 | Kjeld Nuis                                                                                             | Shani Davis                                                                                            | Kim Jin-su                                                                  |                                                                |
| 4. PŚ | 9–11 grudnia 2016     | Heerenveen                                                     | 10 000 m (11.12)                                               | Jorrit Bergsma                                                                                         | Erik Jan Kooiman                                                                                       | Ted-Jan Bloemen                                                             |                                                                |
|       | 6–8 stycznia 2017     | 114. Mistrzostwa Europy w wielobojach 2017 – Heerenveen        | 114. Mistrzostwa Europy w wielobojach 2017 – Heerenveen        | 114. Mistrzostwa Europy w wielobojach 2017 – Heerenveen                                                | 114. Mistrzostwa Europy w wielobojach 2017 – Heerenveen                                                | 114. Mistrzostwa Europy w wielobojach 2017 – Heerenveen                     | 114. Mistrzostwa Europy w wielobojach 2017 – Heerenveen        |
| 5. PŚ | 27 – 29 stycznia 2017 | Berlin                                                         | 500 m (27.01)                                                  | Nico Ihle                                                                                              | Yuma Murakami                                                                                          | Jan Smeekens                                                                |                                                                |
| 5. PŚ | 27 – 29 stycznia 2017 | Berlin                                                         | 1000 m (27.01)                                                 | Kjeld Nuis                                                                                             | Dienis Juskow                                                                                          | Håvard H. Lorentzen                                                         |                                                                |
| 5. PŚ | 27 – 29 stycznia 2017 | Berlin                                                         | 500 m (28.01)                                                  | Rusłan Muraszow                                                                                        | Ronald Mulder                                                                                          | Kai Verbij                                                                  |                                                                |
| 5. PŚ | 27 – 29 stycznia 2017 | Berlin                                                         | 1500 m (28.01)                                                 | Kjeld Nuis                                                                                             | Dienis Juskow                                                                                          | Peter Michael                                                               |                                                                |
| 5. PŚ | 27 – 29 stycznia 2017 | Berlin                                                         | 1000 m (29.01)                                                 | Kai Verbij                                                                                             | Håvard H. Lorentzen                                                                                    | Nico Ihle                                                                   |                                                                |
| 5. PŚ | 27 – 29 stycznia 2017 | Berlin                                                         | 5000 m (29.01)                                                 | Ted-Jan Bloemen                                                                                        | Peter Michael                                                                                          | Jorrit Bergsma                                                              |                                                                |
|       | 9–12 lutego 2017      | 18. Mistrzostwa świata na dystansach 2017 – Gangneung          | 18. Mistrzostwa świata na dystansach 2017 – Gangneung          | 18. Mistrzostwa świata na dystansach 2017 – Gangneung                                                  | 18. Mistrzostwa świata na dystansach 2017 – Gangneung                                                  | 18. Mistrzostwa świata na dystansach 2017 – Gangneung                       | 18. Mistrzostwa świata na dystansach 2017 – Gangneung          |
|       | 25–26 lutego 2017     | 48. Mistrzostwa świata w wieloboju sprinterskim 2017 – Calgary | 48. Mistrzostwa świata w wieloboju sprinterskim 2017 – Calgary | 48. Mistrzostwa świata w wieloboju sprinterskim 2017 – Calgary                                         | 48. Mistrzostwa świata w wieloboju sprinterskim 2017 – Calgary                                         | 48. Mistrzostwa świata w wieloboju sprinterskim 2017 – Calgary              | 48. Mistrzostwa świata w wieloboju sprinterskim 2017 – Calgary |
|       | 4–5 marca 2017        | 111. Mistrzostwa świata w wieloboju 2017 – Hamar               | 111. Mistrzostwa świata w wieloboju 2017 – Hamar               | 111. Mistrzostwa świata w wieloboju 2017 – Hamar                                                       | 111. Mistrzostwa świata w wieloboju 2017 – Hamar                                                       | 111. Mistrzostwa świata w wieloboju 2017 – Hamar                            | 111. Mistrzostwa świata w wieloboju 2017 – Hamar               |
| 6. PŚ | 11–12 marca 2017      | Stavanger                                                      | 500 m (11.03)                                                  | Dai Dai Ntab                                                                                           | Ronald Mulder                                                                                          | Kai Verbij                                                                  |                                                                |
| 6. PŚ | 11–12 marca 2017      | Stavanger                                                      | Bieg drużynowy (11.03)                                         | Holandia Jorrit Bergsma · Douwe de Vries · Evert Hoolwerf · Arjan Stroetinga                           | Norwegia Sindre Henriksen · Simen Spieler Nilsen · Sverre Lunde Pedersen · Håvard Holmefjord Lorentzen | Japonia Shota Nakamura · Shane Williamson · Ryōsuke Tsuchiya                |                                                                |
| 6. PŚ | 11–12 marca 2017      | Stavanger                                                      | 1000 m (11.03)                                                 | Kjeld Nuis                                                                                             | Vincent De Haître                                                                                      | Nico Ihle                                                                   |                                                                |
| 6. PŚ | 11–12 marca 2017      | Stavanger                                                      | 5000 m (11.03)                                                 | Jorrit Bergsma                                                                                         | Ted-Jan Bloemen                                                                                        | Erik Jan Kooiman                                                            |                                                                |
| 6. PŚ | 11–12 marca 2017      | Stavanger                                                      | 500 m (12.03)                                                  | Dai Dai Ntab                                                                                           | Ronald Mulder                                                                                          | Jan Smeekens                                                                |                                                                |
| 6. PŚ | 11–12 marca 2017      | Stavanger                                                      | 1500 m (12.03)                                                 | Kjeld Nuis                                                                                             | Patrick Roest                                                                                          | Sverre Lunde Pedersen                                                       |                                                                |
| 6. PŚ | 11–12 marca 2017      | Stavanger                                                      | Sprint drużynowy (12.03)                                       | Holandia Jan Smeekens · Ronald Mulder · Kai Verbij · Pim Schipper                                      | Kanada Olivier Jean · Laurent Dubreuil · Vincent De Haître · Ted-Jan Bloemen                           | Niemcy Denny Ihle · Nico Ihle · Joel Dufter                                 |                                                                |
| 6. PŚ | 11–12 marca 2017      | Stavanger                                                      | Start masowy (12.03)                                           | Lee Seung-hoon                                                                                         | Jorrit Bergsma                                                                                         | Bart Swings                                                                 |                                                                |

#### Klasyfikacje
| Lp. | Zawodnik          | Punkty |
| --- | ----------------- | ------ |
| 1.  | Kjeld Nuis        | 930    |
| 2.  | Jorrit Bergsma    | 700    |
| 3.  | Kai Verbij        | 507    |
| 4.  | Joey Mantia       | 490    |
| 5.  | Peter Michael     | 486    |
| 6.  | Dienis Juskow     | 455    |
| 7.  | Bart Swings       | 440    |
| 8.  | Pawieł Kuliżnikow | 435    |
| 9.  | Lee Seung-hoon    | 400    |
| 9.  | Nico Ihle         | 399    |

| Lp. | Zawodnik          | Punkty |
| --- | ----------------- | ------ |
| 1.  | Dai Dai Ntab      | 585    |
| 2.  | Rusłan Muraszow   | 557    |
| 3.  | Ronald Mulder     | 541    |
| 4.  | Kai Verbij        | 477    |
| 5.  | Jan Smeekens      | 454    |
| 6.  | Pawieł Kuliżnikow | 425    |
| 7.  | Nico Ihle         | 377    |
| 8.  | Mika Poutala      | 362    |
| 9.  | Laurent Dubreuil  | 354    |
| 10. | Tsubasa Hasegawa  | 348    |

| Lp. | Zawodnik            | Punkty |
| --- | ------------------- | ------ |
| 1.  | Kjeld Nuis          | 550    |
| 2.  | Vincent De Haître   | 440    |
| 3.  | Kai Verbij          | 394    |
| 4.  | Håvard H. Lorentzen | 391    |
| 5.  | Nico Ihle           | 390    |
| 6.  | Shani Davis         | 279    |
| 7.  | Thomas Krol         | 223    |
| 8.  | Mika Poutala        | 222    |
| 9.  | Pawieł Kuliżnikow   | 220    |
| 10. | Takuro Oda          | 195    |

| Lp. | Zawodnik              | Punkty |
| --- | --------------------- | ------ |
| 1.  | Kjeld Nuis            | 455    |
| 2.  | Dienis Juskow         | 430    |
| 3.  | Patrick Roest         | 345    |
| 4.  | Sverre Lunde Pedersen | 335    |
| 5.  | Joey Mantia           | 298    |
| 6.  | Bart Swings           | 251    |
| 7.  | Shota Nakamura        | 223    |
| 8.  | Thomas Krol           | 202    |
| 9.  | Shani Davis           | 198    |
| 10. | Vincent De Haître     | 182    |

| Lp. | Zawodnik          | Punkty |
| --- | ----------------- | ------ |
| 1.  | Jorrit Bergsma    | 480    |
| 2.  | Ted-Jan Bloemen   | 413    |
| 3.  | Peter Michael     | 338    |
| 4.  | Erik Jan Kooiman  | 314    |
| 5.  | Patrick Beckert   | 286    |
| 6.  | Douwe de Vries    | 261    |
| 7.  | Bart Swings       | 251    |
| 8.  | Patrick Roest     | 215    |
| 9.  | Sven Kramer       | 200    |
| 10. | Andrea Giovannini | 185    |

| Lp. | Zawodnik          | Punkty |
| --- | ----------------- | ------ |
| 1.  | Lee Seung-hoon    | 412    |
| 2.  | Andrea Giovannini | 280    |
| 3.  | Jorrit Bergsma    | 270    |
| 4.  | Bart Swings       | 247    |
| 5.  | Peter Michael     | 226    |
| 6.  | Joey Mantia       | 210    |
| 7.  | Ryōsuke Tsuchiya  | 192    |
| 8.  | Evert Hoolwerf    | 190    |
| 9.  | KC Boutiette      | 170    |
| 10. | Fabio Francolini  | 157    |

| Lp. | Reprezentacja    | Punkty |
| --- | ---------------- | ------ |
| 1.  | Holandia         | 430    |
| 2.  | Norwegia         | 390    |
| 3.  | Japonia          | 374    |
| 4.  | Włochy           | 320    |
| 5.  | Kanada           | 286    |
| 6.  | Korea Południowa | 210    |
| 7.  | Nowa Zelandia    | 195    |
| 8.  | Polska           | 165    |
| 9.  | Rosja            | 110    |
| 10. | Chiny            | 102    |

| Lp. | Reprezentacja     | Punkty |
| --- | ----------------- | ------ |
| 1.  | Kanada            | 300    |
| 2.  | Holandia          | 260    |
| 3.  | Niemcy            | 234    |
| 4.  | Stany Zjednoczone | 100    |
| 5.  | Rosja             | 100    |
| 6.  | Chiny             | 85     |
| 7.  | Kazachstan        | 80     |
| 8.  | Polska            | 70     |
| 9.  | Japonia           | 70     |
| 10. |                   |        |